# Ağzıkara, İpekyolu
Ağzıkara là một xã thuộc huyện İpekyolu, tỉnh Van, Thổ Nhĩ Kỳ. Dân số thời điểm năm 2011 là 1.234 người.